# Ordine del Valore
L'Ordine del Valore è il più alto degli ordini cavallereschi del Camerun.

## Storia
L'Ordine venne fondato nel 1957 per premiare quanti si fossero distinti a favore dello Stato. Essendo l'ordine il più alto del Camerun esso può essere concesso anche ad altri capi di Stato stranieri in segno di amicizia.

## Classi
L'ordine dispone delle seguenti classi di benemerenza:
- Cavaliere di gran croce
- Grand'ufficiale
- Commendatore
- Ufficiale
- Cavaliere

## Insegne
- La medaglia dell'ordine è composta da una stella a cinque punte smaltata di bianco, bordata e pomata d'oro, avente al centro un medaglione in oro raffigurante una piramide affiancata da due stelle e da una fascia ad anello decorata. La medaglia è agganciata al nastro tramite una corona d'alloro in oro.
- La placca è composta da una decorazione simile a quella della medaglia, ad eccezione del fatto che la stella non è pomata d'oro, ma da pietre di colore rosso rubino che pure si trovano al centro delle stelle che affiancano la piramide nel medaglione centrale. La placca inoltre è montata su una grande stella raggiante in argento.
- Il nastro è rosso, anche se fino al 1972, era per un terzo giallo, un terzo rosso e un terzo verde.